# Jan van Reede
Jan Hermannus van Reede (Zwolle, 12 de janeiro de 1878 - Haia, 15 de novembro de 1956) foi um adestrador holandês.

## Carreira
Jan Hermannus van Reede representou seu país nos Jogos Olímpicos de 1924 e 1928, na qual conquistou a medalha de  bronze por equipes no adestramento, em 1928.